# IC 2966
IC 2966 — галактика типу EN (емісійна туманність) у сузір'ї Муха.
Цей об'єкт міститься в оригінальній редакції індексного каталогу.